# Sonic Team
Sonic-Team (jap. ソニックチーム, Sonikku Chīmu; fremdsprachig auf Sonic Team) ist ein japanisches Computer- und Videospielentwicklerteam des Unternehmens Sega.

## Geschichte
Gegründet wurde es 1988 als Sega Amusement Machine Research & Development Department #8 (AM8). Gründer des Teams war Yuji Naka. 1991 wurde wegen des großen Erfolges von Sonic the Hedgehog der Name geändert in Sonic-Team. 2000 wurde der Unternehmensbereich als eigenständiges Tochterunternehmen K.K. Sonic-Team (株式会社ソニックチーム, Kabushiki kaisha Sonikku Chīmu) ausgegliedert. 2004 wurde das Unternehmen wieder in Sega eingegliedert und dient seitdem nur als Marke. Im selben Jahr verließ der Erfinder von Sonic, Naoto Ōshima das Sonic-Team und widmete sich seinem eigenen Projekt Artoon.

## Spiele
- Billy Hatcher and the Giant Egg
- Burning Rangers
- Christmas NiGHTS
- ChuChu Rocket!
- Feel the Magic
- NiGHTS into Dreams
- NiGHTS: Journey of Dreams
- Phantasy Star
- Phantasy Star Online
- Phantasy Star Universe
- Puyo Pop Fever
- Puyo Pop Fever 2
- Ristar
- Samba de Amigo
- Shadow the Hedgehog
- Sonic & Knuckles
- Sonic 3D: Flickies’ Island
- Sonic Advance
- Sonic Advance 2
- Sonic Advance 3
- Sonic Adventure
- Sonic Adventure 2
- Sonic Colours
- Sonic Forces
- Sonic Frontiers
- Sonic Generations
- Sonic Heroes
- Sonic Jam
- Sonic Lost World
- Sonic Origins
- Sonic R
- Sonic Riders
- Sonic Riders: Zero Gravity
- Sonic Rush
- Sonic Rush Adventure
- Sonic the Hedgehog (1991)
- Sonic the Hedgehog (2006)
- Sonic the Hedgehog 3
- Sonic the Hedgehog 4: Episode I
- Sonic the Hedgehog 4: Episode II
- Sonic the Hedgehog CD
- Sonic und der Schwarze Ritter
- Sonic und die Geheimen Ringe
- Sonic Unleashed
- The Rub Rabbits!